# Валя-Маре (комуна, Олт)
Валя-Маре (рум. Valea Mare) — комуна у повіті Олт в Румунії. До складу комуни входять такі села (дані про населення за 2002 рік):
- Бирка (950 осіб)
- Валя-Маре (1662 особи) — адміністративний центр комуни
- Зорляска (394 особи)
- Реча (311 осіб)
- Турія (734 особи)

Комуна розташована на відстані 131 км на захід від Бухареста, 7 км на північний схід від Слатіни, 52 км на схід від Крайови.

## Населення
За даними перепису населення 2002 року у комуні проживала 4051 особа.
Національний склад населення комуни:
| Національність | Кількість осіб | Відсоток |
| -------------- | -------------- | -------- |
| румуни         | 3911           | 96,5%    |
| цигани         | 140            | 3,5%     |

Рідною мовою назвали:
| Мова      | Кількість осіб | Відсоток |
| --------- | -------------- | -------- |
| румунська | 3917           | 96,7%    |
| циганська | 134            | 3,3%     |

Склад населення комуни за віросповіданням:
| Релігія       | Кількість осіб | Відсоток |
| ------------- | -------------- | -------- |
| православні   | 4032           | 99,5%    |
| адвентисти    | 18             | 0,4%     |
| п'ятдесятники | 1              | < 0,1%   |

## Зовнішні посилання
- Дані про комуну Валя-Маре на сайті Ghidul Primăriilor